# António de Sousa Pereira
António de Sousa Pereira (Bustelo, Penafiel, 14 de abril de 1904 – Nevogilde, Porto, 19 de outubro de 1986) foi um cirurgião e professor catedrático português.

## Biografia
António de Sousa Pereira nasceu a 14 de abril de 1904 em Bustelo, no concelho de Penafiel. Licenciou-se em Medicina na Universidade do Porto, em 1927, e deu início à sua carreira de professor universitário logo depois, lecionando Anatomia. Em 1930, doutorou-se em Medicina na Faculdade de Medicina do Porto com a tese «Nervi Splenchnici: contribuição para o estudo da anatomia e cirurgia dos nervos esplâncnicos».
Em 1938, casou-se em Penafiel com Maria do Carmo Cardeal da Rocha Melo, natural de São Paulo, Brasil, com quem viveu até 1975, ano em que esta faleceu.
Em 1942, subiu a professor catedrático da Faculdade de Medicina, passando a reger a cadeira de Medicina Operatória e, mais tarde, a cadeira de Patologia Cirúrgica. Estagiou na França, no laboratório de Anatomia do Prof. Rouvière e no Serviço de Cirurgia Experimental e Clínica Cirúrgica do Prof. Leriche, em Estrasburgo. Mais tarde, entre 1945 e 1946, estagiou nos Estados Unidos e no Canadá.
Realizou missões de estudo a hospitais da Polónia, Argentina e Brasil, e efetuou mais de setenta trabalhos de investigação nas áreas da Anatomia, Cardiologia, Antropologia, Técnica Operatória, Cirurgia Experimental e Clínica Cirúrgica.
Em 1949, Sousa Pereira introduziu a portografia, que consiste na visualização radiográfica do sistema portal hepático após a injeção de contraste radiopaco. Este método possibilitou a invenção da esplenoportografia, em 1951, pelos italianos Abeatici e Campi. Além disso, Sousa Pereira e alguns dos seus colegas desenvolveram métodos que permitem observar o sistema linfático in vivo através de técnicas radiográficas, como os linfangiogramas, e da observação direta durante a cirurgia.
Em 1953, foi indicado para o Prémio Nobel de Fisiologia ou Medicina pelo pediatra e professor universitário portuense António de Almeida Garrett, devido à sua investigação de qualidade reconhecida nos domínios da Anatomia e Cardiologia.
Entre 1960 e 1970, foi diretor dos Serviços de Cirurgia do Hospital de São João, no Porto. Foi ainda reitor da Universidade do Porto desde setembro de 1969 até 14 de abril de 1974, quando atingiu o limite de idade. Durante o seu reitorado, integrou a Câmara Corporativa, em representação das universidades.
Foi ainda provedor da Santa Casa da Misericórdia de Penafiel entre 1963 e 1974, bolseiro da Rockefeller Foundation em Estrasburgo, Presidente do Conselho de Investigação Científica do Instituto de Alta Cultura, do qual foi também bolseiro, e diretor do Centro de Estudos de Medicina Experimental e Cirurgia Experimental desse instituto.
Faleceu em Nevogilde, no Porto, a 19 de outubro de 1986, aos 82 anos.